# 자일렌

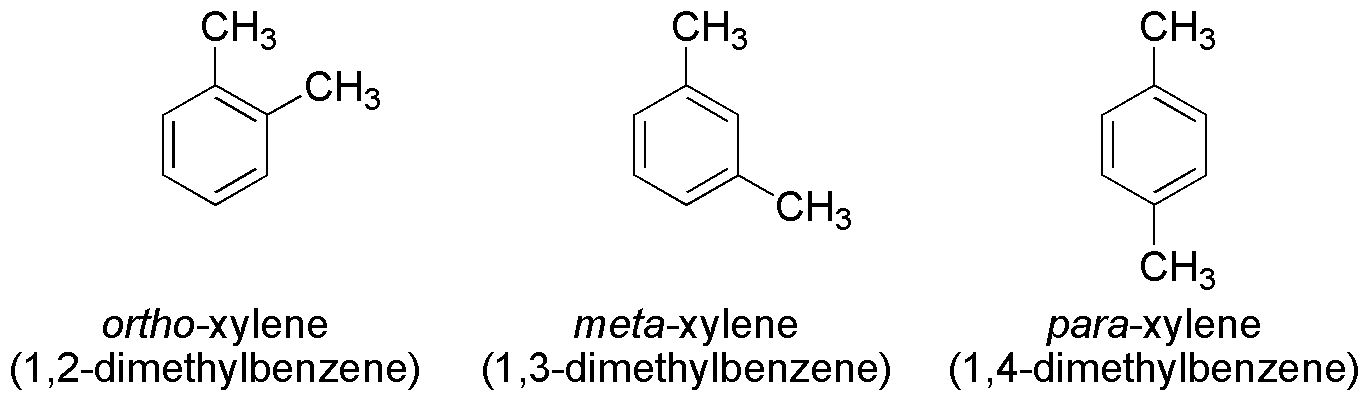
자일렌 이성질체. 왼쪽부터 오른쪽으로 오쏘자일렌, 메타자일렌, 파라자일렌 구조

자일렌(영어: xylene) 또는 크실렌은 벤젠 고리에 메틸기 2개가 결합하고 있는 구조의 방향족 탄화수소이다. 자이롤 또는 다이메틸벤젠(영어: xylol 또는 dimethylbenzene)이라고도 한다. 자일렌은 달콤한 냄새가 나고 가연성이 매우 높은 무색의 액체이다. 오쏘자일렌(ortho-xylene), 메타자일렌(meta-xylene), 파라자일렌(para-xylene) 등 3개의 이성질체가 있다.
아세톤으로 제거할 수 있으며, 끓는점은 412K, 녹는점은 226K, 밀도는 0.864g/mL이다.

## 같이 보기
- 알킬벤젠
- 알킬교환 반응